# Robert Ghrist
Robert Wayne Ghrist (Euclid, Ohio, 1969) é um matemático estadunidense. É conhecido por seu trabalho sobre métodos topológicos em matemática aplicada.
Ghrist obteve um grau de bacharel em engenharia mecânica em 1991 na Universidade de Toledo, com um mestrado em 1994 e um doutorado em 1995 na Universidade Cornell, orientado por Philip Holmes, com a tese The link of periodic orbits of a flow. De 1996 a 1998 foi R. H. Bing Instructor na Universidade do Texas em Austin, sendo a partir de 1998 professor assistente e em 2002 professor associado do Instituto de Tecnologia da Geórgia. Em 2002 foi professor associado e em 2004 professor da Universidade de Illinois em Urbana-Champaign. Em 2007 trabalhou no Information Trust Institute sendo a partir de 2008 Andrea Mitchell Penn Integrating Knowledge Professor da Universidade da Pensilvânia.
Ghrist foi cientista visitante em 1995 no Instituto de Estudos Avançados de Princeton e em 2000 no Instituto Isaac Newton em Cambridge. Trabalha sobre aplicações de métodos topológicos em sistemas dinâmicos, robôs, dinâmica dos fluidos e sistemas de informação, como Rede de Sensores Sem Fio.
Recebeu o Prêmio Chauvenet de 2013 por Barcodes: The Persistent Topology of Data e a Gauß-Vorlesung de 2014 da Associação dos Matemáticos da Alemanha.

## Publicações selecionadas
- Ghrist, Robert W.; Holmes, Philip; Sullivan, Michael (1997), Knots and Links in Three-dimensional Flows, ISBN 354062628X, Lecture Notes in Mathematics 1654, Springer Verlag, pp. x+208
- M. Farber; R. Ghrist; M. Burger; D. Koditschek, eds. (2007), Topology and Robotics, ISBN 978-0-8218-4246-1, Contemporary Mathematics, American Mathematical Society
- Ghrist, Robert W. (2014), Elementary Applied Topology, ISBN 978-1502880857, Createspace
- Ghrist, Robert (2008), «Barcodes: the persistent topology of data» (PDF), Bull. Amer. Math. Soc., 45: 61–75, doi:10.1090/s0273-0979-07-01191-3